# Albrecht Beickert
Albrecht Beickert (* 18. Oktober 1920 in Aschaffenburg; † 12. Mai 1974 in Dresden) war ein deutscher Internist.

## Leben und Werk
Albrecht Beickert wurde 1920 in Aschaffenburg als Sohn eines Kaufmanns geboren. Seine Kindheit verbrachte er in Weimar und besuchte hier die Schule. Im Jahr 1939 begann Beickert das Medizinstudium in Freiburg im Breisgau. Später zur Wehrmacht eingezogen, kam er nach Holland, bis er in Jena das Medizinstudium fortsetzen und 1945 abschließen konnte.
Seine internistische Ausbildung erhielt er an der Universitätsklinik in Jena bei Walter Brednow. Ihm blieb er bis zum Tode freundschaftlich verbunden. In Jena wurde Beickert 1953 habilitiert und 1959 zum Professor ernannt. Von 1961 bis 1974 leitete Beickert als Chefarzt die 1. Medizinische Klinik am Krankenhaus Dresden-Friedrichstadt. Im Jahr 1970 wurde er zum Mitglied der Gelehrtenakademie Leopoldina gewählt.
Beickert beschäftigte sich sehr intensiv mit der Pathogenese und Immunologie der Kollagenosen, wobei der Lupus erythematodes in das Zentrum seines Interesses rückte. Im Jahr 1962 erschien die erste deutsche Monographie über das Lupus erythematodes-Phänomen und die antinukleären Faktoren. Es folgte 1964 eine Monographie über die Glukokortikoid-Therapie innerer Erkrankungen. „Das Buch war für Ärzte aus dem ‚Ostblock‘ auch über die Wende hinaus das Standardwerk, quasi die ‚Bibel‘, für die Behandlung mit den Medikamenten aus der Gruppe der Nebennierenrinden-Hormone.“, befand Heinrich Geidel. Im Jahr 1971 veröffentlichte Beickert ein Buch zur erweiterten Therapie der Herzinsuffizienz, denn auch auf kardiologischem Gebiet kannte sich Beickert gut aus. Beickert publizierte über 80 wissenschaftliche Arbeiten.
Während seiner Zeit in Dresden war Beickert nichthauptamtliches Mitglied des Lehrkörpers für die Studentenausbildung der Medizinischen Akademie Dresden.
„Die seiner wissenschaftlichen Leistung angemessene Lehrtätigkeit an einer Hochschule mußte sich auf Kurse in Auskultation und Perkussion beschränken. Seine Distanz zur Politik der DDR, der er mit persönlicher Integrität kritisch gegenüberstand, ließ mehr nicht zu. Kompromißlose Aufrichtigkeit paßte nicht in die politischen Verhältnisse. Oft erreichten ihn Einladungen zu wissenschaftlichen Vorträgen im westlichen Ausland, denen er nicht folgen durfte.“
– Peter Kunze: Vom Adelspalais zum Städtischen Klinikum, 1999

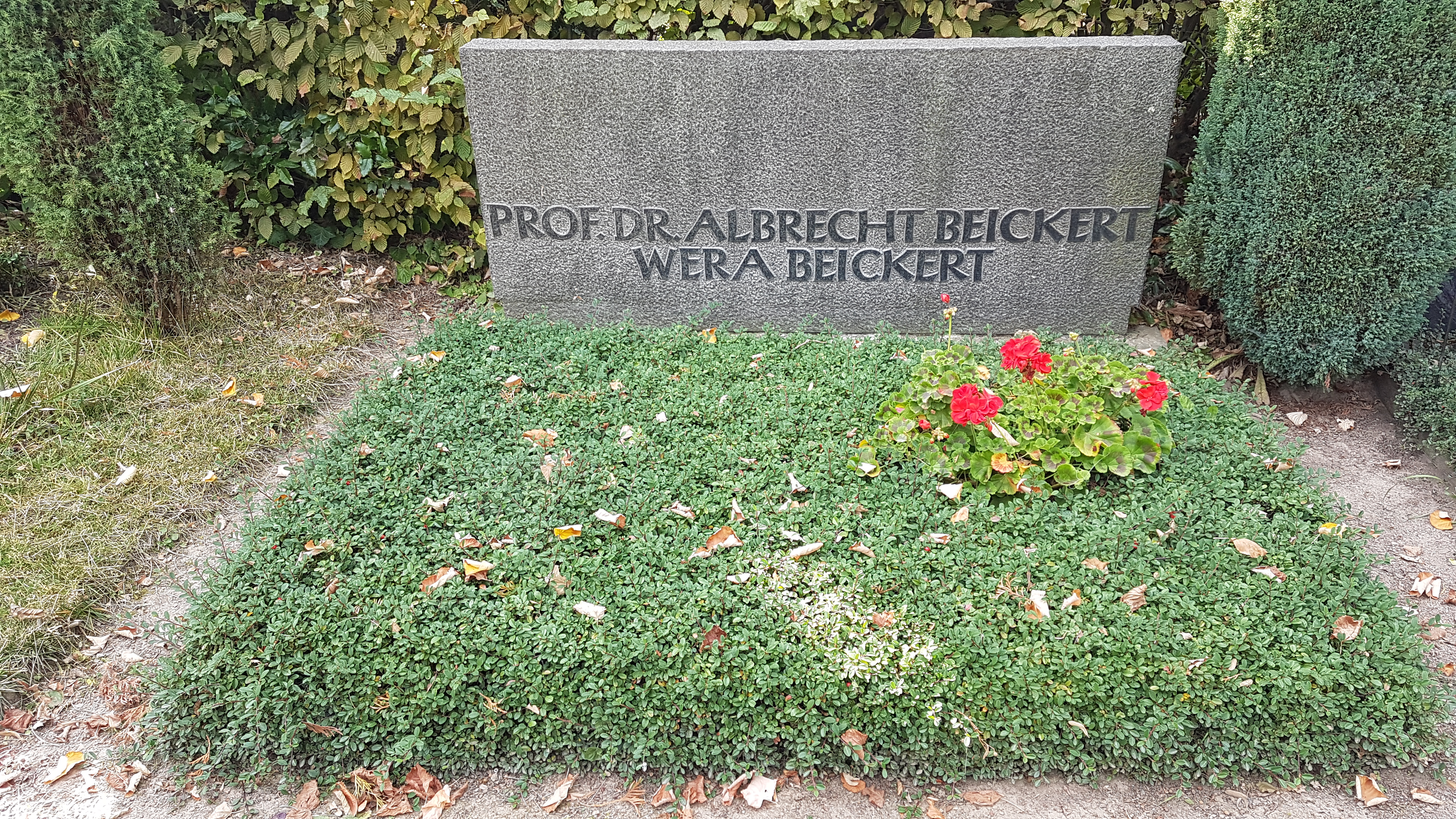
Grab von Albrecht Beickert auf dem Friedhof Dresden-Dölzschen

Seit 1960 litt Beickert unter einer polyvalenten Allergie. Er therapierte sich selbst mit Kortikoiden, was eine schwere Osteoporose zur Folge hatte. Die eigene Krankengeschichte findet sich unter seinen Publikationen. Albrecht Beickert erlag 1974 den Komplikationen seines chronischen Leidens. Er wurde bis zuletzt von seinem langjährigen Oberarzt Heinrich Geidel betreut. Sein Grab befindet sich auf dem Friedhof Dölzschen.
Beickert zeigte großes Interesse an bildender Kunst der DDR. Dies führte unter anderem zu Freundschaften mit den Künstlern Gerhard Altenbourg, Hermann Glöckner, Albert Wigand, Carlfriedrich Claus, Bernhard Kretzschmar, A. R. Penck sowie dem Kunsthistoriker Werner Schmidt.

## Schriften (Auswahl)
- Das Lupus erythematodes-Phänomen und die antinukleären Faktoren. VEB Gustav Fischer Verlag, Jena 1962 (2. Auflage 1974)
- Die Glukokortikoid-Therapie innerer Erkrankungen. VEB Gustav Fischer Verlag, Jena 1964 (2. Auflage 1968)
- Erweiterte Therapie der Herzinsuffizienz. VEB Gustav Fischer Verlag, Jena 1971